# Biervliet
Biervliet ist eine kleine Stadt in der niederländischen Gemeinde Terneuzen innerhalb der Provinz Zeeland. Sie liegt 16 km südlich von Vlissingen.
Die Stadtrechte wurden ihr im Jahr 1183 verliehen. Ursprünglich war es ein Fischerdorf mit einer Spezialisierung auf Heringe. Die Flut von 1375 resultierte in der Bildung der Mündung Braakman. Nach der Elisabethenflut 1404 fand sich das Dorf auf einer Insel wieder. Im Jahr 1572 wurde es von den Geusen erobert. 1619 wurde die Umgebung mit Deichen ausgestattet, womit bis 1866 der Hafen verschwand.
Die Niederländisch-reformierte Kirche in der Stadt hat einige intakte Sakrale Fenster, welche aus der Zeit zwischen 1660 und 1661 stammen. Die katholische Kirche der Unbefleckten Empfängnis Unserer Lieben Frau  ist eine Drei-Schiffige-Kirche im Stile der Neugotik, welche zwischen 1857 und 1858 gebaut wurde, um die mittelalterliche Mary-Kirche zu ersetzen.
Im Jahr 1840 war die Stadt Heimat für 1860 Menschen. Bis zum Jahr 1970 war sie eigenständig und wurde danach in Terneuzen eingemeindet.

## Geographie
Nebst der Kernstadt gehören zum Verwaltungsgebiet unter anderem auch noch die Bauerschaften Driewegen und Nieuwlandse Molen im Norden.

## Sport
In der Stadt ist der Fußball-Klub VV Biervliet beheimatet, welcher im Jahr 1947 einmalig in der Tweerde klasse spielte. Im Jahr 2022 fusionierte er mit VV Hoofdplaat.

## Bekannte Persönlichkeiten
Es war die Heimatstadt von William Buckels, einem Fischer, welchem nachgesagt wird, im 14. Jahrhundert das Kehlen erfunden zu haben.

## Galerie

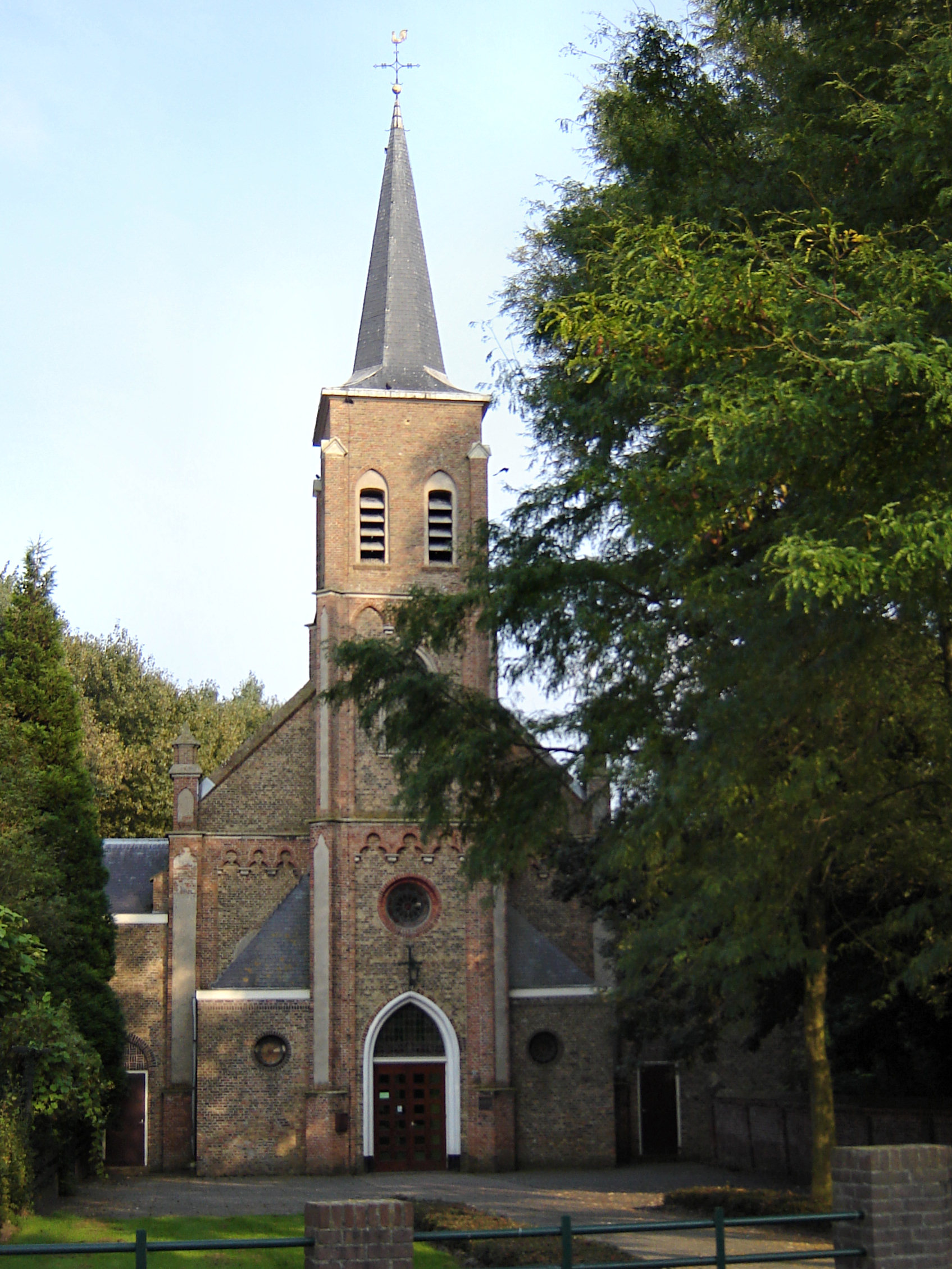
Kirche der Unbefleckten Empfängnis Unserer Lieben Frau
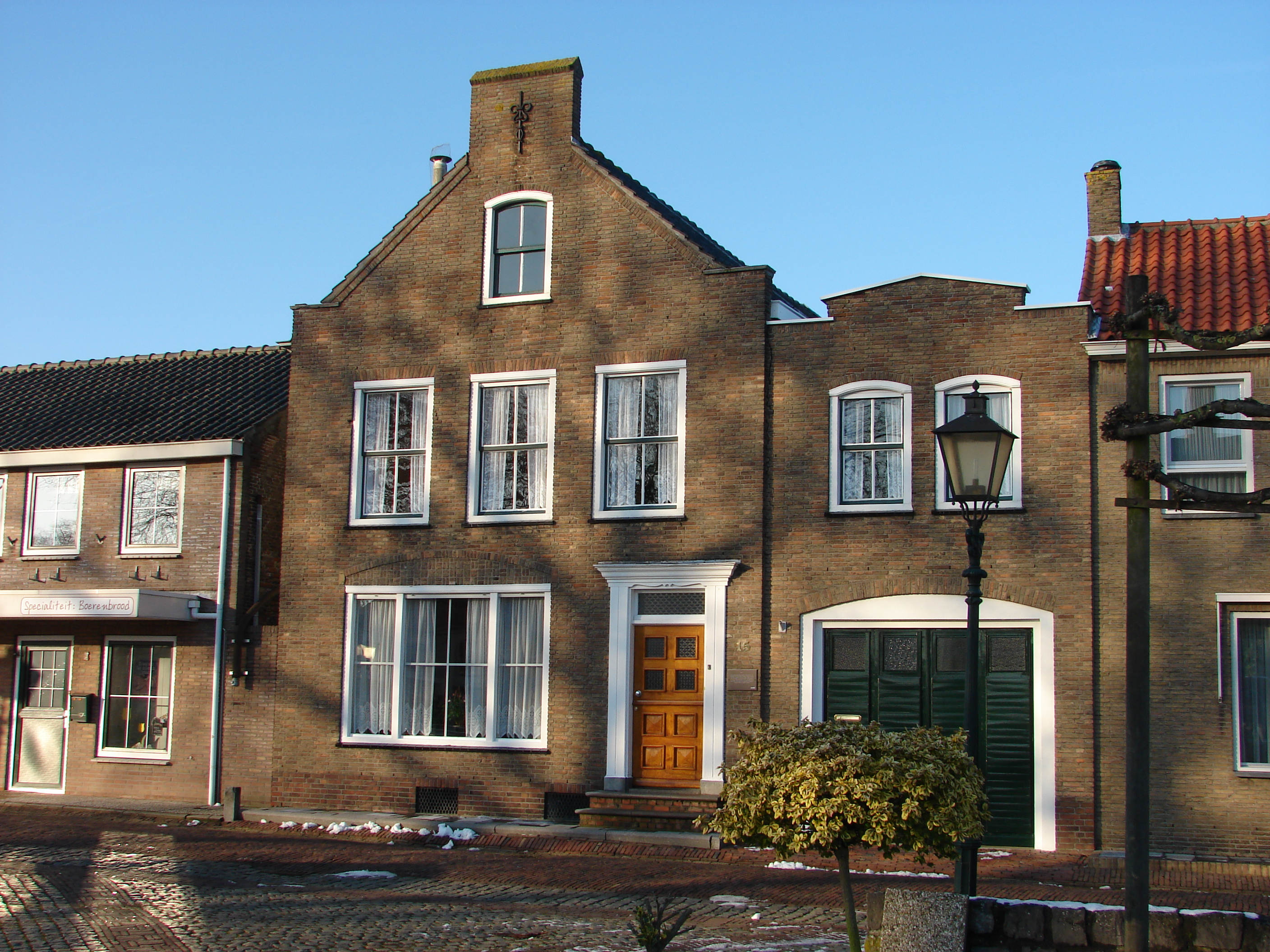
Haus in Biervliet
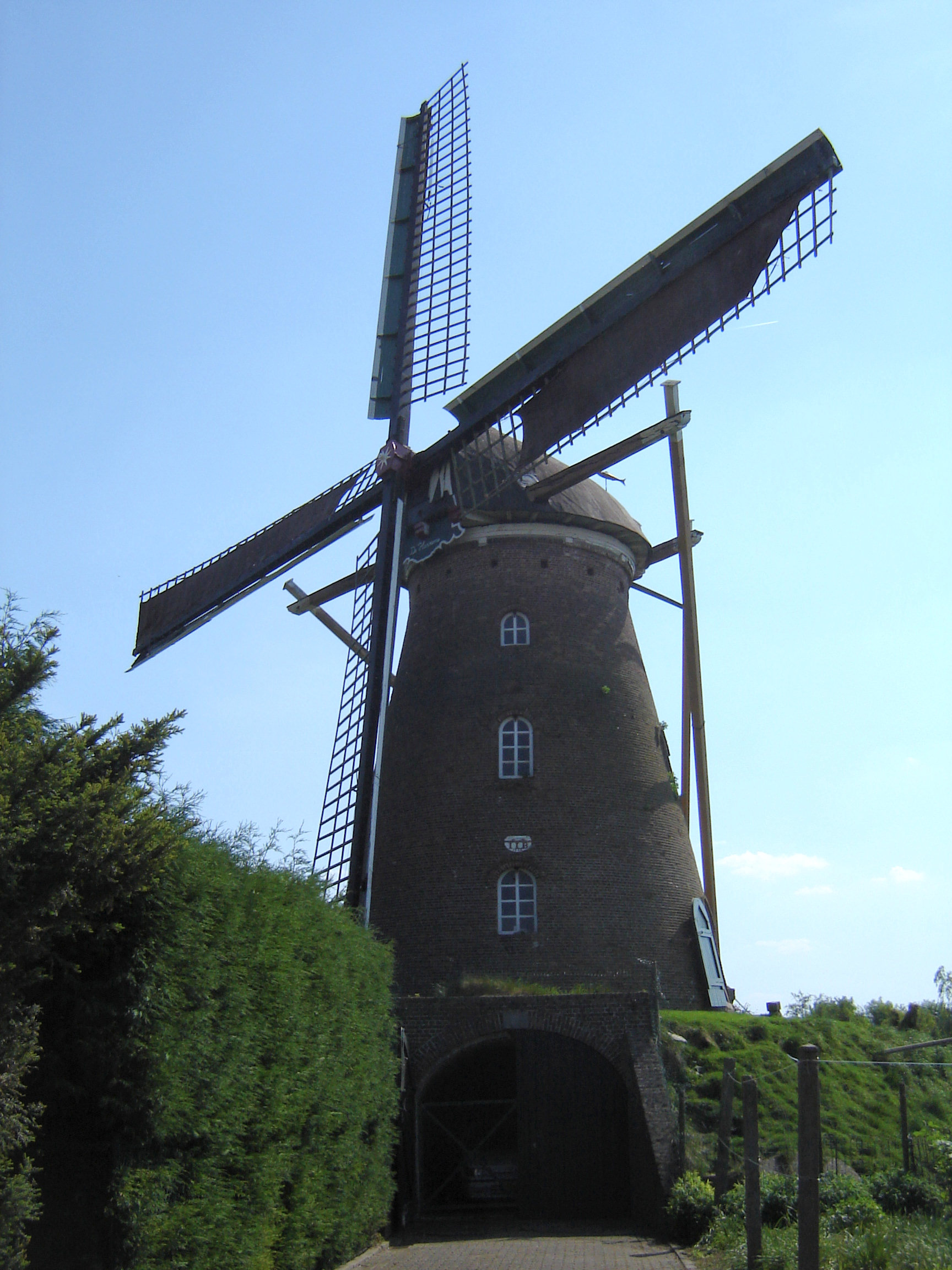
Windmühle De Harmonie
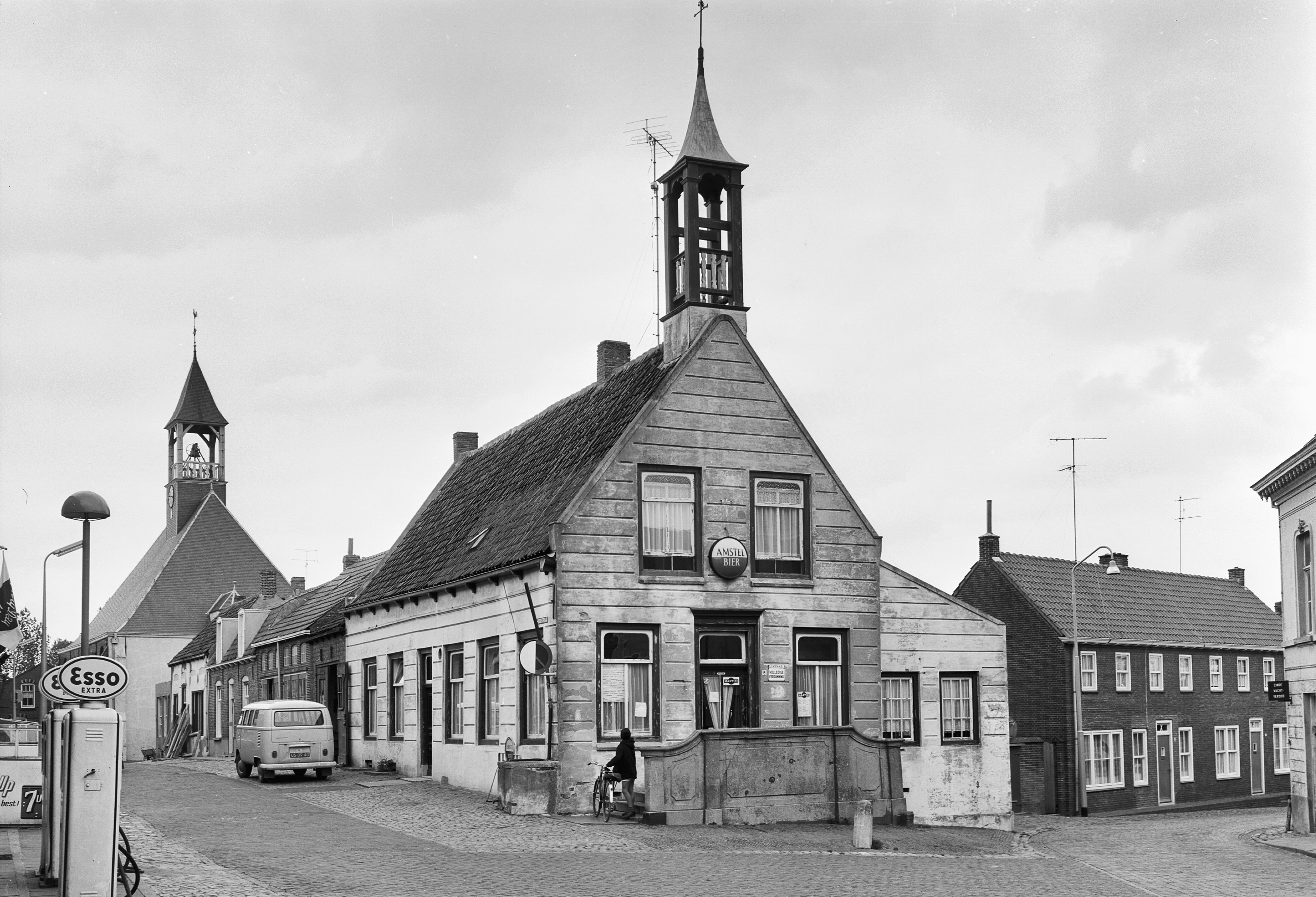
Früheres Rathaus (1967)